# Порт-Вю (Пенсільванія)
Порт-Вю (англ. Port Vue) — місто (англ. borough) в США, в окрузі Аллегені штату Пенсільванія. Населення — 3680 осіб (2020).

## Географія
Порт-Вю розташований за координатами 40°20′16″ пн. ш. 79°52′27″ зх. д. / 40.33778° пн. ш. 79.87417° зх. д. (40.337869, -79.874116).  За даними Бюро перепису населення США в 2010 році місто мало площу 3,04 км², з яких 2,94 км² — суходіл та 0,10 км² — водойми.

## Демографія
Згідно з переписом 2010 року, у селищі мешкало 3798 осіб у 1694 домогосподарствах у складі 1045 родин. Густота населення становила 1249 осіб/км².  Було 1832 помешкання (602/км²).
Расовий склад населення:
| - 96,8 % — білих - 1,4 % — чорних або афроамериканців - 0,3 % — корінних американців - 0,2 % — азіатів - 0,1 % — вихідців з тихоокеанських островів |

До двох чи більше рас належало 1,0 %. Частка іспаномовних становила 0,7 % від усіх жителів.
За віковим діапазоном населення розподілялося таким чином: 18,9 % — особи молодші 18 років, 60,6 % — особи у віці 18—64 років, 20,5 % — особи у віці 65 років та старші. Медіана віку мешканця становила 44,6 року. На 100 осіб жіночої статі у селищі припадало 89,2 чоловіків;  на 100 жінок у віці від 18 років та старших — 87,5 чоловіків також старших 18 років.
Середній дохід на одне домашнє господарство  становив 51 668 доларів США (медіана — 43 966), а середній дохід на одну сім'ю — 64 307 доларів (медіана — 58 286). Медіана доходів становила 41 732 долари для чоловіків та 33 841 долар для жінок. За межею бідності перебувало 10,6 % осіб, у тому числі 12,3 % дітей у віці до 18 років та 4,8 % осіб у віці 65 років та старших.
Цивільне працевлаштоване населення становило 1828 осіб. Основні галузі зайнятості: освіта, охорона здоров'я та соціальна допомога — 23,0 %, роздрібна торгівля — 19,9 %, виробництво — 11,3 %, будівництво — 6,5 %.